# Betula jiulungensis
Betula jiulungensis là một loài thực vật có hoa trong họ Betulaceae. Loài này được P.C.Li ex Q.Lin mô tả khoa học đầu tiên năm 2007.